# Es
Esset er eneren i kortspil og har i de fleste spil den højeste værdi. Dog kan kortet i bl.a. poker og blackjack også fungere som det laveste kort – alt efter spillerens præferencer.

## Beskrivelse
I et standard sæt kort har esset ét symbol (ruder, spar, hjerte eller kløver), som er placeret midt på kortet. Somme tider er kortet særligt dekoreret med mønstre. I denne forbindelse er spar-kortet særligt i det, udgiverens signatur eller logo ofte er placeret på dette kort.

## Historie
Ordet es stammer fra det oldfranske ord as (af latin as) i betydningen "en enhed" – svarende til navnet på en lille romersk mønt.
At kortet kan betyde det højeste kort stammer fra den franske revolution, hvor det laveste kortnummer (dvs. 1) blev placeret over kongen for at repræsentere folkets sejr over kongedømmet. Således har kortet i Frankrig ofte tallet 1 til at markere esset – frem for øvrige landes A.